# Academia Central de la Defensa
La Academia Central de la Defensa (ACD) es el centro docente militar responsable de la enseñanza de formación y perfeccionamiento  de los cuerpos comunes de las Fuerzas Armadas, de la enseñanza militar de lenguas extranjeras y de la cualificación pedagógica y evaluación del sistema de enseñanza militar. Su sede se encuentra en un complejo que el Ministerio de Defensa posee en el distrito de Carabanchel del municipio de Madrid, España.
En la Academia Central de la Defensa se han reunido un total de seis escuelas, las de los Cuerpos Comunes de las Fuerzas Armadas (Jurídico, Intervención, Sanidad y Músicas Militares) y las de formación del profesorado militar y docencia militar de idiomas. 
Su creación responde a lo establecido en disposición adicional tercera del Real Decreto 524/2014, de 20 de junio, que modificó anterior de 2012, que estableció la estructura orgánica básica del Ministerio de Defensa. Se encuentra regulada por la Orden del Ministerio de Defensa 1846/2015, de 9 de septiembre. La ACD depende de la Dirección General de Reclutamiento y Enseñanza Militar del Ministerio de Defensa. Al frente de la misma se encuentra un director con rango de oficial general.

## Funciones
La Academia Central de la Defensa, sucesora del Grupo de Escuelas de la Defensa, tiene atribuidas las siguientes funciones:
- la enseñanza de formación de los cuerpos comunes de las Fuerzas Armadas Españolas;
- las enseñanzas de perfeccionamiento de los cuerpos comunes mencionados y aquellas otras que afecten a la cualificación pedagógica, la evaluación del sistema de enseñanza militar y de lenguas extranjeras;
- la evaluación de la competencia lingüística en los idiomas extranjeros considerados de interés para las Fuerzas Armadas Españolas y la Guardia Civil.

La ACD posibilita una administración conjunta y un control coordinado de los recursos destinados a las escuelas integradas en su seno. También se ocupa de encuadrar al conjunto de los alumnos de los cuerpos comunes de las FAS facilitándoles alojamiento y manutención, lavandería, cafetería, instalaciones deportivas, biblioteca y asistencia médica y religiosa.

## Estructura
La Academia Central de la Defensa posee la siguiente estructura:
- Dirección
- Subdirección
- Escuela Militar de Sanidad (EMISAN).
- Escuela Militar de Estudios Jurídicos (EMEJ).
- Escuela Militar de Intervención (EMI).
- Escuela de Músicas Militares (EMUM).
- Escuela Militar de Ciencias de la Educación (EMCE).
- Escuela Militar de Idiomas (EMID).
- Centro Universitario de la Defensa de Madrid (CUD Madrid).
- Departamento Intercentros de Instrucción y Adiestramiento.
- Unidad de Servicios de Apoyo.
- Servicio de Administración Económica.

Para el desarrollo de sus actividades, la Academia Central de la Defensa se ha organizado en siete departamentos: Escuela Militar de Estudios Jurídicos, Escuela Militar de Intervención, Escuela Militar de Sanidad, Escuela de Músicas Militares, Escuela Militar de Idiomas, Escuela Militar de Ciencias de la Educación y el de Instrucción y Adiestramiento.